# Österreichische Webanalyse
Die Österreichische Webanalyse (ÖWA) ist ein auf freiwilliger Mitgliedschaft beruhender Zusammenschluss von Online-Anbietern und Werbeagenturen. Sie wurde 1998  als Kontrolleinrichtung für Online-Medien unter dem Dach des Vereines Österreichische Auflagenkontrolle (ÖAK) ins Leben gerufen und ist seit 2001 als selbständiger Verein organisiert. Ziele der ÖWA sind die Förderung des Online-Marktes und die Erhebung vergleichbarer und objektiver Daten zur Beurteilung der Leistungsfähigkeit von Online-Angeboten für den Werbemarkt. Die Definition der Standards erfolgt in den Gremien der ÖWA gemeinsam durch Vertreter von Werbeträgern und Werbetreibenden. Die Datenerhebung wird mit einer leistungsstarken technischen Infrastruktur durchgeführt, die die Zugriffe auf Websites, mobil optimierte Websites und Apps misst. Darüber hinaus erhebt die ÖWA in einer aufwendig durchgeführten Studie die Reichweite und Nutzerdaten der teilnehmenden Online-Angebote. Regelmäßige Kontrollen bei den ÖWA-Mitgliedsmedien stellen die Einhaltung der Standards sicher. Mitglied in der ÖWA sind alle großen Medienunternehmen Österreichs sowie die größten Onlineanbieter und Mediaagenturen in Österreich.

## Methode
Die ÖWA stellt den teilnehmenden Unternehmen Nutzungsdaten ihrer Onlineangebote auf Stunden-, Tages-, Wochen- und Monatsbasis zur Verfügung. Durch ein standardisiertes Messverfahren wird eine objektive Datenauswertung garantiert.

### Grundprinzip
Ein bloßes Abzählen der so genannten Hits (also einmalige Aufrufe von Websites, deren Unterseiten, Bilder, Banner, Scripts oder Applets) erlaubt keinen Nutzungsvergleich zwischen unterschiedlichen Anbietern, da dieser Wert stark von der jeweiligen Seitengestaltung abhängt.
Daher werden die Zugriffe von Endgeräten (PC, PDA, Mobiltelefon etc.) nach verschiedenen Gesichtspunkten differenziert ausgewertet und dargestellt. Die ÖWA veröffentlicht Daten über Seitenaufrufe („Page Impressions“), Einzelbesuche („Visits“), „Unique Clients“ und durchschnittliche Verweildauer („Usetime“). Angaben über die Personen (Benutzer), die die Endgeräte nutzen, können bei diesem Verfahren nicht gemacht werden. Dies geschieht in der ÖWA Plus, die seit 2006 zweimal jährlich durchgeführt wird. Die ÖWA-Webstatistik-Daten werden als Leistungsnachweis gegenüber der werbungtreibenden Wirtschaft bzw. zur internen Angebotsoptimierung verwendet.

### Daten der ÖWA
Den ÖWA-Teilnehmern stehen die Daten permanent zur Verfügung. Die Daten werden in folgenden Zeiteinheiten ausgewertet: Stunden (nur Page Impressions), Tage, Wochen und Monate. Die Monats-, Quartals- und Jahresschnittwerte und der durchschnittliche Wochenwert werden zu den festgesetzten Terminen auf der ÖWA-Site veröffentlicht.
- Page Impression: Entspricht dem Sichtkontakt eines Nutzers mit einer Seite eines Online-Angebotes und wird nur dann gezählt, wenn die Seite eines Online-Angebotes von einem Nutzer aktiv angefordert wird.
- Visit: Ist der Besuch eines Nutzers bei einem Online-Angebot. Ruft der Nutzer mehrere Unterseiten eines Angebotes ab (liest er etwa mehrere Artikel einer Online-Zeitung), entstehen daher zwar mehrere Seitenaufrufe (Page Impressions), aber nur ein Visit.
- Unique Client (UC): Ist ein von mindestens einer Person verwendetes Endgerät, mit dem auf ein Internet-Angebot zugegriffen wird. Ein Unique Client kann daher von mehreren Personen bedient werden (z. B. Familien-PCs), eine Person kann andererseits auch auf mehrere Unique Clients zugreifen (z. B. PC zu Hause und am Arbeitsplatz). Wie oft eine Website von einem Gerät aufgerufen wird, ist für den Status Unique Client unerheblich. Der Wert gibt den Web-Anbietern annäherungsweise Auskunft darüber, wie viele verschiedene Personen die Website besuchen.
- Usetime: Beschreibt die durchschnittliche Dauer eines Besuches. Um die Verweildauer zu berechnen, wird die durchschnittliche Zeit, die zwischen zwei Seitenaufrufen liegt mit der durchschnittlichen Anzahl an Aufrufen verglichen.

## Technik
Um die erforderlichen Daten zu zählen, wird in die jeweilige Seite eine standardisierte Grafik eingebaut, deren Aufrufe ausgewertet werden. Diese Grafik besteht nur aus einem Pixel und wird von einem normal konfigurierten Browser nicht angezeigt und ist nicht cachebar. Die Grafik wird trotz Zwischenspeicherung einer Seite immer neu aufgerufen. In diesen so genannten Zähltag können Anbieter Informationen zu den Seiteninhalten einfügen, die eine Auswertung nach Seitenkategorien ermöglichen. Siehe Zählpixel.

### Skalierbares Zentrales Messverfahren
Bei der ÖWA wird das so genannte Skalierbare Zentrale Messverfahren (kurz SZM), eine Weiterentwicklung des Prinzips der Logdatei-Auswertung, eingesetzt. Dieses standardisierte serverseitige Verfahren erfasst die Zugriffsdaten für Online-Angebote nach einheitlichen Kriterien. Bei jeder Nutzungsaktion wird das implementierte Zählpixel (kurz szmtag, ein Zählpixel) von einer ÖWA-Zählbox (englisch box) abgerufen, welche ihrerseits den Aufruf in Echtzeit auswertet. Das Verfahren wurde von der IVW entwickelt und ist auch in der Schweiz (NetAudit) im Einsatz.

## Mobile Messung
Seit Juni 2010 werden auch die Zugriffe von mobil optimierten Seiten gesondert veröffentlicht. Im August 2012 wurde die Mobile Messung um die Zugriffe von Apps auf mobilen Endgeräten ergänzt.

## ÖWA Plus
Im Rahmen der technischen Messung können keine Aussagen über die tatsächlichen Nutzer eines Angebotes sowie ihrer Zielgruppenmerkmale getroffen werden. Diese Lücke wurde im vierten Quartal 2006 durch die Multimethodenstudie ÖWA Plus geschlossen.
Seitdem werden jährlich zwei Erhebungswellen durchgeführt, die Informationen über die soziodemographischen Aspekte der teilnehmenden Angebote liefern. Die dadurch erhobenen Reichweiten- und Strukturdaten der teilnehmenden Angebote dienen als Basis für eine umfassende Online-Mediaplanung. Die soziodemographischen Daten werden durch eine eigene Onsite-Befragung erhoben. Als Gewichtungsgrundlage dienen dabei die Daten des Austrian Internet-Monitor (AIM) Austrian Internet-Monitor sowie die technische Messung. Am Ende des Prozesses können vielfältige Aussagen über den Menschen hinter dem Endgerät (der sogenannte Unique User) getroffen werden.

## Methodische Stärken und Schwächen
- Vergleichbare Daten für 174 Angebote und 8 Vermarktungsgemeinschaften (Stand Juli 2014). darunter die größten österreichischen Anbieter.[6]
- Teilnehmenden Website-Betreibern stehen beinahe Echtzeit-Nutzungswerte bis auf Seitenebene herunter zur Verfügung.
- Kennwerte für die gesamte Nutzung inklusive Abrufe aus dem Ausland.
- Die teilnehmenden Angebote decken nur einen kleinen Teil der österreichischen Angebote ab. Große internationale Anbieter sind bis auf wenige Ausnahmen nicht in der ÖWA vertreten.
- Geografische Begrenzung der Nutzung auf Österreich im Rahmen der Studie ÖWA Plus.
- Die ÖWA Plus bietet die Basis für eine umfassende Online-Mediaplanung.
- Vereinzelt gibt es Bedenken bezüglich des Datenschutzes.[7]

## Weitere österreichische Mediennutzungsstudien
- Internet – Austrian Internet-Monitor (AIM) / Austrian Internet Radar (AIR)
- Fernsehen – TELETEST
- Print – Österreichische Media-Analyse / Österreichische Auflagenkontrolle / Regioprint
- Radio – Radiotest

## Belege
1. ↑  ÖWA Plus
2. ↑   Veröffentlichte Daten der ÖWA (Memento vom 7. Februar 2010 im Internet Archive)
3. 1 2   Messsystem (Memento vom 25. März 2016 im Internet Archive)
4. ↑   mobile Messung (Memento vom 17. April 2016 im Internet Archive)
5. ↑   ÖWA Plus Methode (Memento vom 15. April 2016 im Internet Archive)
6. ↑   Mitglieder ÖWA (Memento vom 4. März 2016 im Internet Archive)
7. ↑  Uni Stuttgart